# 一様大斜方二十・十二面体
一様大斜方二十・十二面体（いちようだいしゃほうにじゅうじゅうにめんたい、Uniform great rhombicosidodecahedron）または擬斜方二十・十二面体（ぎしゃほうにじゅうじゅうにめんたい、Quasirhombicosidodecahedron）とは、一様多面体の一種で、大十二・二十・十二面体の星型十角形を削ったものである。英語では単にGreat rhombicosidodecahedronとも呼ばれるが、これは斜方切頂二十・十二面体の意味も持つ。 

## 性質
- 構成面: 正三角形20枚、正方形30枚、正5/2角形12枚
- 辺: 120
- 頂点: 60
- 頂点形状: 5/3, 4, 3, 4
- シュレーフリ記号: rr{5/3, 3}
- ワイソフ記号: 5/3 3 | 2
- 枠: 辺の比が黄金比になっている六角形で構成されている切頂二十面体
- 双対: 大凧形六十面体（英語版）

## 同じ枠を持つ立体
- 一様大斜方二十・十二面体
- 大十二・二十・十二面体
- 大斜方十二面体
- 切頂大十二面体
- 6個のアルキメデスの五角柱による複合多面体
- 12個のアルキメデスの五角柱による複合多面体